# Ceanothus bakeri
Ceanothus bakeri là một loài thực vật có hoa trong họ Táo. Loài này được Greene ex McMinn mô tả khoa học đầu tiên năm 1942.